# 78429 Baschek
78429 Baschek este un asteroid din centura principală de asteroizi.

## Descriere
78429 Baschek este un asteroid din centura principală de asteroizi. A fost descoperit pe 18 august 2002 la Observatorul Palomar de Sebastian F. Hönig. Asteroidul prezintă o orbită caracterizată de o semiaxă mare de 2,98 ua, o excentricitate de 0,10 și o înclinație de 9,7° în raport cu ecliptica.